# Cavalleria rusticana
Cavalleria rusticana er en opera i én akt komponeret af Pietro Mascagni med italiensk libretto af Giovanni Targioni-Tozzetti og Guido Menasci baseret på en novelle af samme navn fra 1880 og senere et skuespil skrevet af Giovanni Verga. Operaen anses som en af de klassiske verismo-operaer og havde premiere den 17. maj 1890 på Teatro Costanzi i Rom. Siden 1893 er den oftest blevet opført sammen med Ruggiero Leoncavallos Bajadser.
Handlingen er et jalousidrama, der udspiller sig på Sicilien i slutningen af det 19. århundrede.